# Forum national de la jeunesse du Sénégal
 (août 2025).
Le Forum national de la jeunesse du Sénégal est une rencontre nationale de réflexion et d'échanges dédiée à la jeunesse sénégalaise. Il est organisé en marge des assises de la jeunesse de la Communauté économique des États de l'Afrique de l'Ouest (CEDEAO).

## Présentation
Le Forum national de la jeunesse du Sénégal s'est tenu du 26 au 27 novembre 2024 à Dakar. Il est organisé sous la coordination de IPAR Think Tank Sénégal dans le cadre des assises de la jeunesse de la CEDEAO 2025 qui ont eu lieu du 1er au 3 juillet 2025,,. Avec pour thème principal « Valoriser le potentiel des métiers agricoles et stimuler l'engagement citoyen des jeunes pour une transformation économique et sociale durable en Afrique », le Forum s'est déroulé sous forme de panels portant sur différentes thématiques. Il a permis en premier lieu d'exposer les défis majeurs auxquels sont confrontés les sénégalais : manque d'emploi, manque de formations, faible taux d'accès à l'information, absence de perspectives de développement, faibles revenus dans le domaine agricole, manque d'accompagnement pour un accès aux ressources financières, non maîtrise de l'eau, non implication des jeunes dans l'élaboration des politiques publiques, faible taux d'engagement des jeunes en politique et dans les actions communautaires, sans oublier les conséquences du changement climatique. Puis en second lieu, il a permis de proposer des solutions pour surmonter ces obstacles et mettre en place des politiques de développement en faveur de la jeunesse,.

## Objectifs
Le objectifs du Forum national de la jeunesse du Sénégal sont :  
- Apporter un accompagnement aux jeunes dans leur prise en charge en matière d'emploi et d'entrepreneuriat[1];
- Lutter contre le changement climatique[1];
- Lutter contre l'immigration clandestine[2];
- Encourager la jeunesse à un engagement politique et citoyen accru[1].

## Voir également